# Hipposideros pelingensis
Hipposideros pelingensis es una especie de murciélago de la familia Hipposideridae.

## Distribución geográfica
Se encuentra sólo en las Célebes (Indonesia). 